# Pinakoteka

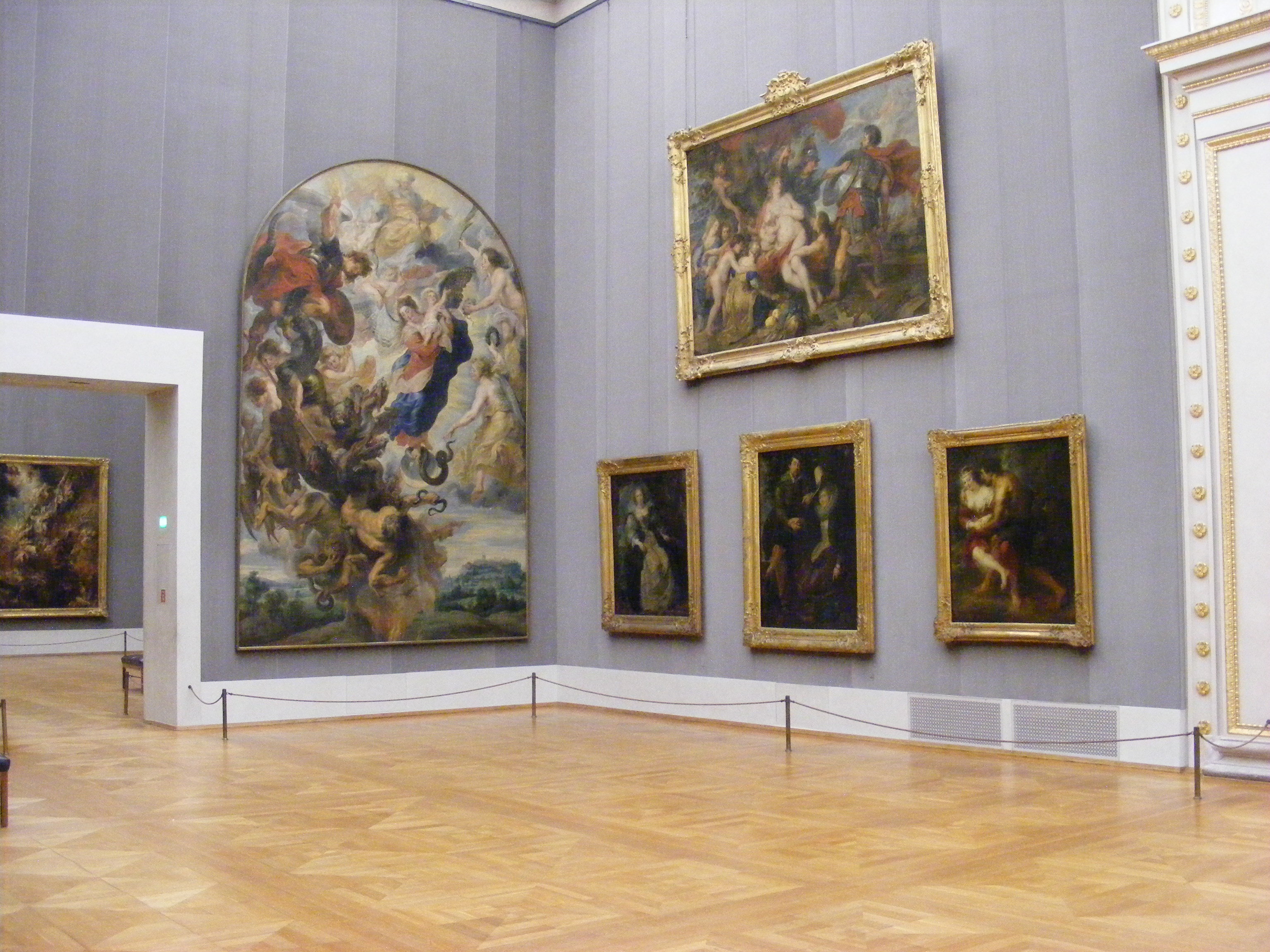
Wnętrze monachijskiej Starej Pinakoteki

Pinakoteka (łac. pinacotheca, pinacothece, z gr. pinakotheke) – galeria obrazów.
W starożytności za najstarszą i najsławniejszą pinakotekę uważano Pinakotekę ateńską. Mieściła się ona w północno-zachodnim skrzydle Propylejów na Akropolu w Atenach. W okresie hellenistycznym funkcję pinakoteki spełniały przede wszystkim świątynie, zwłaszcza Asklepiejon na Kos ozdobiony m.in. obrazami Apellesa (m.in. Afrodyta Anadyomene) czy świątynia Ateny w Syrakuzach, w której znajdował się zbiór portretów tyranów sycylijskich. Dwie pinakoteki na Samos (z których jedna znajdowała się w Herajonie) wymienia Strabon. W III wieku p.n.e. pierwsze pinakoteki prywatne, zawierające bezcenne oryginały i kopie dzieł starych mistrzów, gromadzili władcy (Attalos II w Pergamonie, Ptolemeusz III w Aleksandrii) oraz wybitni mężowie stanu (Aratos z Sykionu), przeznaczając na ten cel ogromne sumy i korzystając z pomocy ekspertów. W Rzymie od II wieku p.n.e. wywiezione z Grecji dzieła sztuki stały się podstawą pinakotek publicznych, umieszczanych w portykach (np. w Portyku Oktawii) oraz prywatnych w domach wysokich urzędników (np. Werresa).
Współcześnie najbardziej znanymi pinakotekami są: Pinakoteka Watykańska, Stara i Nowa Pinakoteka w Monachium, Pinakoteka Brera i Ambrozjańska w Mediolanie.